# Supergruppo del Katanga

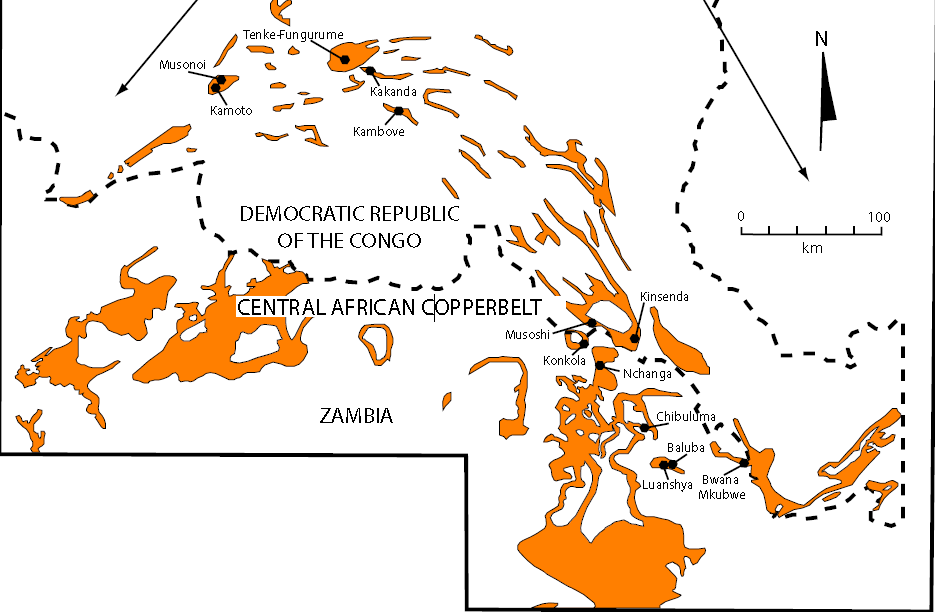
La regione mineraria del Copperbelt che fa parte del supergruppo del Katanga.

Il supergruppo del Katanga è una sequenza di formazioni geologiche risalenti al Neoproterozoico, che si trova nell'Africa centrale. La formazione è stata molto ben studiata a causa dei ricchi depositi stratiformi di rame e cobalto, oggetto di intensa attività estrattiva nella regione mineraria del Copperbelt situata nello Zambia e nella Repubblica Democratica del Congo.
Affioramenti particolarmente ricchi appartenenti al Roan Group si trovano nella parte orientale della Provincia del Katanga, dove sono state aperte numerose miniere a cielo aperto.
Il supergruppo del Katanga si sovrappone con disconformità al granito Nchanga, risalente a 883 milioni di anni fa.

## Suddivisione
Il supergruppo viene suddiviso in quattro serie metasedimentarie che comprendono:
- Roan Group, il più antico e costituito da conglomerati silicio clastici e dolomitici, arenarie e shale.
- Nguba Group, costituito prevalentemente da rocce carbonatiche e shale carbonatici.
- Kundelungu Group, il più recente e in prossimità della superficie, che include metasedimenti glaciali e una copertura di strati di carbonati.[1][2]

Il supergruppo del Katanga è correlato con le rocce del Makuti Group, anch'esso situato nella Repubblica Democratica del Congo.